# Val Milà

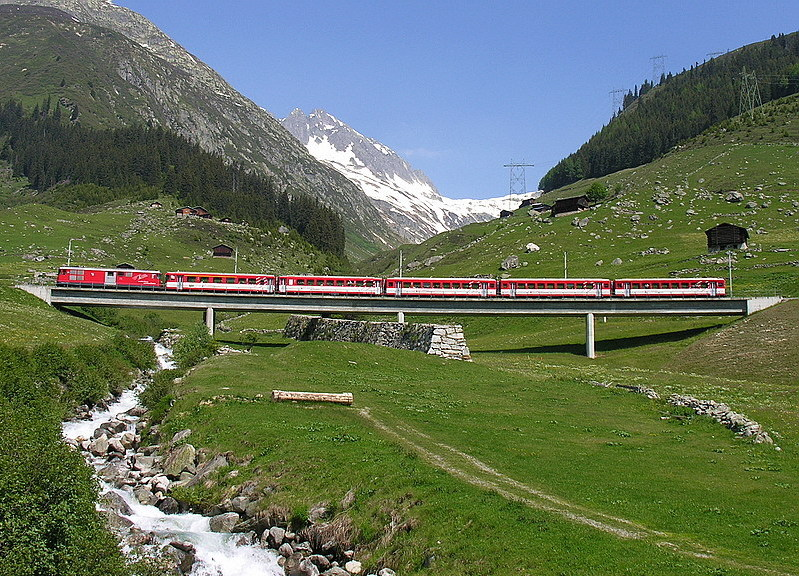
Matterhorn-Gotthard-Bahn unterhalb des Val Milà

Das Val Milà ist ein Tal im Schweizer Kanton Graubünden nördlich von Rueras.

## Geographie

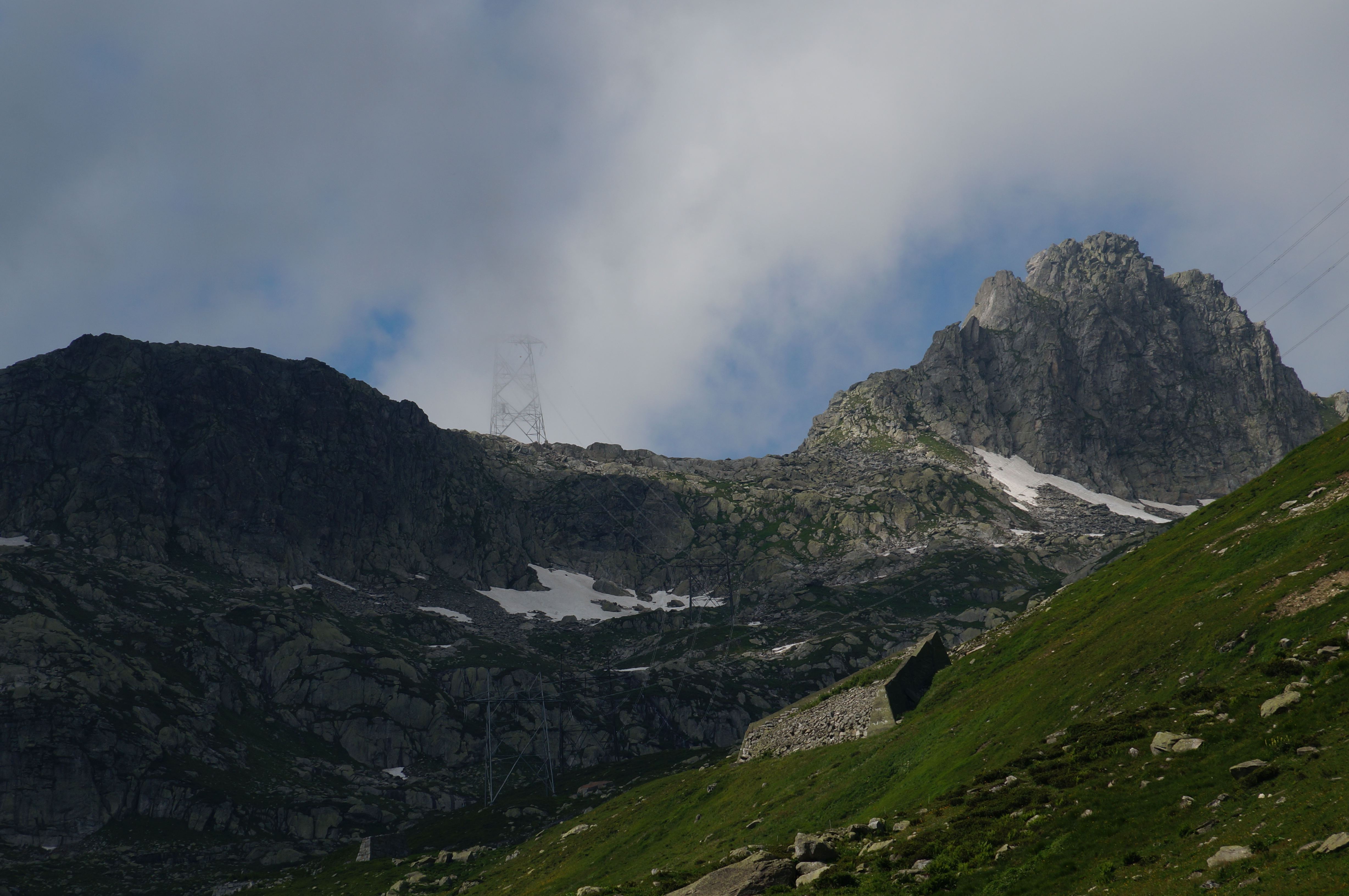
Oberes Talende mit Strommasten auf Mittelplatten

Das Tal verläuft in Nord-Süd-Richtung und verbindet das vom Maderanertal abzweigende Etzlital im Kanton Uri mit dem Tujetsch. Das rund dreieinhalb Kilometer lange Tal endet im 2484 m ü. M. hohen Pass Mittelplatten, zu dem im oberen Teil mehrere Felsstufen hochführen. Umgeben wird das Val Milà vom Chrüzlistock (2709 m ü. M.) und dem Caschlè im Osten (2546 m ü. M.) sowie dem Piz Nair (3058 m ü. M.) und dem Culmatsch (2896 m ü. M.). Als typisches Trogtal sind die Hänge des Val Milà steil.
Von den formenden und noch auf alten Karten verzeichneten Gletschern am Piz Nair und Culmatsch sind heute nur noch wenige kleine Firnfelder erhalten.
Im oberen Teil des Tals liegen mehrere kleine Bergseen, so der Lai dalla Stria (2474 m ü. M.) und die Lais Selvadis nördlich davon. Der Bach Aua da Milà entspringt an den Lais Selvadis und wird zudem von den Firnfeldern gespiesen. Einzig am Talausgang hat sich der Bach ein etwas tieferes Bett gegraben. Er mündet unterhalb von Rueras in den jungen Vorderrhein.
Die Grösse der Alp Milà wurde 1929 mit 280 Hektar angegeben.

## Geschichte und Erschliessung
1749 zerstörte eine Lawine aus dem Val Milà grosse Teile des Dorfes Rueras. Es war eine der schlimmsten Naturkatastrophen im Tujetsch: Je nach Quelle sollen 64 oder 70 Person umgekommen sein. Auch eine Lawine im Jahr 1817 forderte Menschenleben – es ist von zwölf Toten und mehreren Vermissten respektive von 28 Toten die Rede. Eine weitere Lawine im Jahr 1922 richtete dank der zwischenzeitlich errichteten Schutzmauer nur Sachschaden an.
Ein Wanderweg führt von Rueras durch das Tal und den Pass zur Etzlihütte. Der Weg durchs Val Milà und über Mittelplatten war immer eine Variante zum Pilger- und Saumpfad über den Chrüzlipass (2347 m ü. M.) im Nordosten. Seit der Sperrung des Wanderwegs durch das Val Strem im Osten, der von einem Felssturz betroffen ist, wird der Weg in der Val Milà öfters begangen. Der Jakobsweg über den Chrützlipass wurde verlegt und führt jetzt durch die Val Milà und über die Mittelplatten.
An der östlichen Talseite verläuft die Lukmanierleitung, eine 380-kV-Drehstrom-Hochspannungsleitung.

## Mineralien

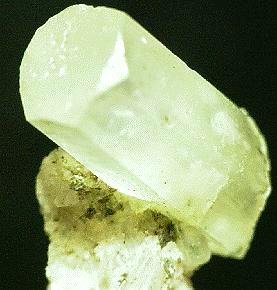
Milarit aus dem Val Giuv

Das Tal ist bekannt für sein reiches Vorkommen an Mineralien. Nach dem Val Milà ist Milarit benannt, ein selten vorkommendes Mineral aus der Mineralklasse der „Silikate und Germanate“. Milarit wurde aber nicht erstmals im Val Milà entdeckt, sondern in den 1870er Jahren im westlich angrenzenden Tal Val Giuv. Der lokale Strahler Giachen Fidel Cavegn (1811–1872) wollte mit einer falschen Ortsangabe die Konkurrenz fernhalten.